# Río Miluo
El río Miluo (chino tradicional :汨羅江; chino simplificado :汨罗江; pinyin : Mìluójiāng , y con Wade–Giles modificado usando la forma Mi-lo ) está ubicado en la orilla oriental del lago Dongting , el mayor afluente del río Xiang en la provincia norteña de Hunan . Es un río importante en la cuenca del lago Dongting , conocido por ser el lugar del suicidio ritual en 278 a. C. de Qu Yuan , un poeta del estado de Chu durante el período de los Reinos Combatientes , en protesta contra la corrupción de la época.
El río Miluo, que tiene su origen en el condado de Xiushui de la provincia de Jiangxi , tiene unos 400 kilómetros (250 millas) de longitud. Pasa por el condado de Pingjiang en Hunan y desemboca en el lago Dongting en la ciudad de Miluo . El río se forma por la confluencia de los ríos Mi y Luo , de los cuales el río Mi es el brazo principal. Los dos ríos se convierten en el río Miluo después de unirse en Daqiuwan (大丘灣), ciudad de Miluo.